# Philodendron variifolium
Philodendron variifolium är en kallaväxtart som beskrevs av Heinrich Wilhelm Schott. Philodendron variifolium ingår i släktet Philodendron och familjen kallaväxter.
Artens utbredningsområde är Peru. Inga underarter finns listade.